# Alexander Lugger
Alexander Lugger (* 8. Mai 1968 in Lienz) ist ein österreichischer Skibergsteiger.
Lugger betreibt die Sportart Skibergsteigen seit 1984 und nahm 1992 mit der Teilnahme am Lesachtaler Skitourenlauf erstmals an einem Wettkampf teil. Er ist mehrfacher österreichischer Meister sowie Trainer und aktiver Läufer des österreichischen Nationalkaders.

## Erfolge (Auswahl)
- 2004:
  - 5. Platz Weltmeisterschaft Skibergsteigen Einzel
  - 6. Platz Weltmeisterschaft Skibergsteigen Kombinationswertung
  - 9. Platz Weltmeisterschaft Skibergsteigen Team mit Andreas Ringhofer

- 2005:
  - 5. Platz Europameisterschaft Skibergsteigen Einzel
  - 10. Platz Europameisterschaft Vertical Race
- 2008:
  - 1. Platz Österreichische Meisterschaft
  - 1. Platz beim Lesachtaler Skitourenlauf
  - 1. Platz beim Laserzlauf
  - 5. Platz Weltmeisterschaft Skibergsteigen Staffel (mit Martin Bader, Andreas Kalss und Andreas Fischbacher)
  - 6. Platz Weltmeisterschaft Skibergsteigen Langdistanz
  - 7. Platz Weltmeisterschaft Skibergsteigen Einzel
- 2009:
  - 1. Platz Österr. Meisterschaft
  - 2. Platz Bergans Mountainchallenge, Norwegen
  - 9. Platz Weltcup Dachstein Xtreme

### Trofeo Mezzalama
- 2005: 4. Platz mit Hansjörg Lunger und Olivier Nägele